# Sven Karell
Sven Henrik Andreas Karell, född 1884, död 1965, var en svensk ingenjör och affärsman.
Sven Karell var son till handlanden i Uppsala Anders Gustaf Karell (1841-1927) och Anna Karell (född 1854). Han utbildade sig på Kungliga tekniska högskolan 1906-07. Han var under många år bosatt i Lima i Peru och var bland annat handelsattaché 1919-24, chef för Svenska Tändsticksaktiebolagets dotterföretag i Peru 1924-34 och svensk generalkonsul (honorärkonsul) i Lima från 1925.
Sven Karell är känd för att ha inköpt antika keramik- och textilföremål i Peru, utfört dem ur landet utan utförseltillstånd 1931-33 och donerat dem till dåvarande Göteborgs museum, senare Göteborgs etnografiska museum, framför allt den så kallade Paracassamlingen i Göteborg.

## Familj
Sven Karell var son till Anders Gustaf Karell och Anna Eugenia Pettersson. Han gifte sig 1936 med Carmen Mercedes María Portella Ortiz de Villate.